# Challenge Cup (rugby a 13)
La Challenge Cup è la massima competizione europea a eliminazione di rugby a 13 per club. Vi partecipano club delle isole britanniche, francesi e russi. La formula è quella dell'eliminazione diretta. Le squadre più forti entrano nella competizione solo negli ultimi turni del torneo.